# Bond van Jong-Liberalen
De Bond van Jong-Liberalen (BJL) was een in 1924 opgerichte Nederlandse traditioneel liberale politieke jongerenorganisatie en was in die functie gelieerd aan de Liberale Staatspartij. In 1941 werd de BJL door de Duitse bezetter verboden, maar na de Tweede Wereldoorlog is de vereniging weer actief geworden. In 1948 is de BJL opgeheven.
Aangezien de Liberale Staatspartij in 1946, dus na het einde van de Tweede Wereldoorlog, verderging als Partij van de Vrijheid, welke op haar beurt op 24 januari 1948 fuseerde met Comité ter voorbereiding van een Democratische Volkspartij tot de Volkspartij voor Vrijheid en Democratie (VVD), kan de Bond van Jong-Liberalen worden gezien als voorloper van de JOVD.

## Bekende oud-leden
- Jeanne Fortanier-de Wit
- Henk Korthals,  hij werd voor zijn inzet voor de organisatie verkozen tot erelid en ontving een gouden bondsinsigne.[2]
- Johan Witteveen